# Conwy Lloyd Morgan
Conwy Lloyd Morgan (Londra, 6 febbraio 1852 – Hastings, 6 marzo 1936) è stato uno zoologo e psicologo britannico.

## Biografia
Studiò alla Royal School of Mines, avendo come insegnante Thomas Henry Huxley. Nel 1884 fu designato professore di geologia e zoologia al Collegio universitario di Bristol, di cui divenne preside nel 1891, battendosi affinché il college ottenesse il titolo di università. Nel 1894 elaborò il canone di Morgan, che andava a combattere gli approcci antropomorfici diffusi all'interno della psicologia comparata; successivamente si interessò a quel campo che lui definì "evoluzione mentale", l'area di confine tra l'intelligenza e l'istinto, e così nel 1901 in quella stessa università diventò il primo professore di psicologia e pedagogia.
Nel 1909 una concessione reale mutò il collegio in Università di Bristol e Morgan fu nominato vicerettore, carica che mantenne per un anno prima di farsi assegnare la cattedra di psicologia ed etica, che conservò fino al 1919. Durante le lezioni che tenne all'Università di St. Andrews a cavallo tra il 1921 e il 1922 introdusse l'ipotesi scientifica di evoluzione emergente, concetto che conciliava l'evoluzione darwiniana con l'evoluzione creatrice di Henri Bergson. Tra il 1926 e il 1927 fu presidente della Società Aristotelica.

## Opere
- Animal life and intelligence, 1890
- Introduction to comparative psychology, 1895
- The interpretation of nature, 1905
- Instinct and experience, 1912
- Emergent evolution, 1923
- Life, mind and spirit, 1926